# 금송 전쟁

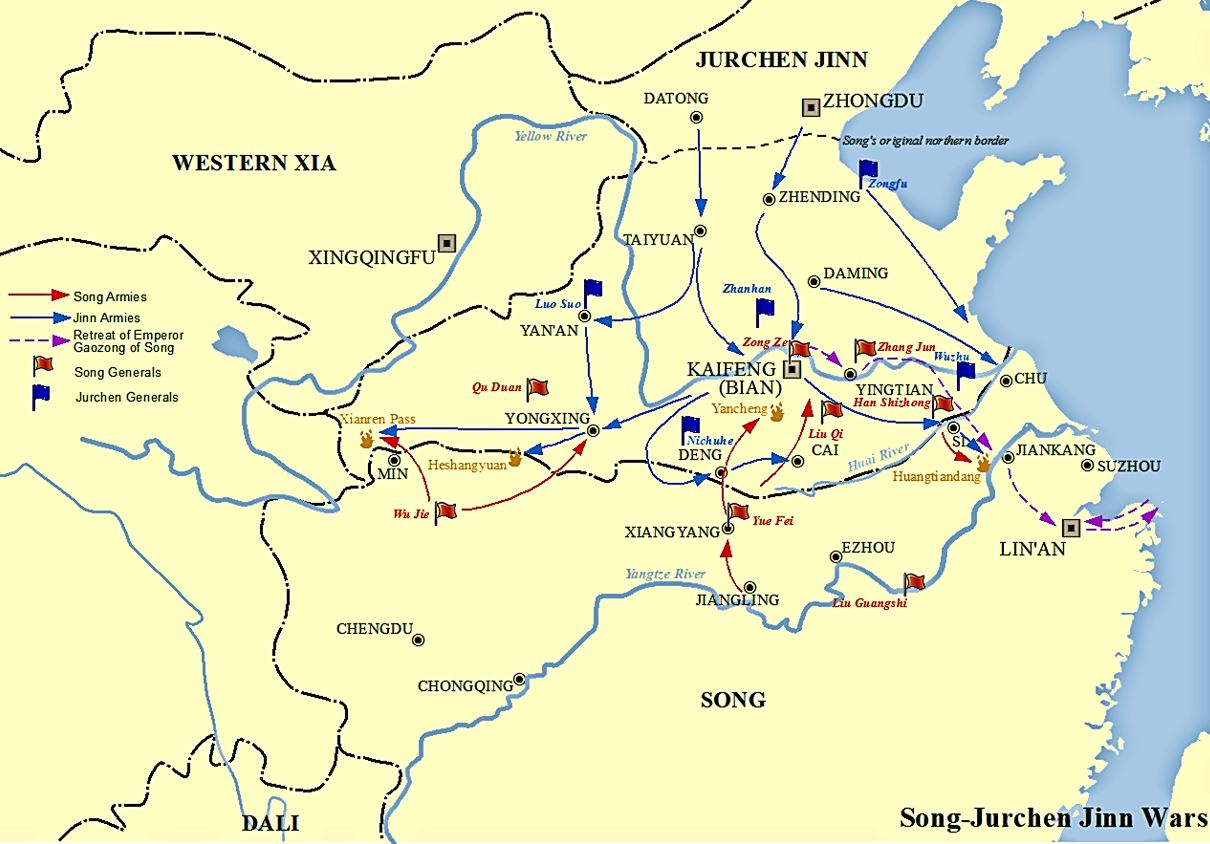
금송 전쟁을 보여주는 지도

금송 전쟁은 여진이 주도한 금나라(1115~1234)와 한족이 주도한 송나라(960~1279) 사이의 일련의 갈등이다. 1115년에 여진족은 자신들의 군주인 거란이 이끄는 요 왕조(916~1125)에 대항하여 반란을 일으키고 금나라의 형성을 선언했다. 공통의 적인 요 왕조에 맞서 송과 동맹을 맺은 금은 938년부터 요의 지배하에 있던 16주를 송에게 양도하겠다고 약속했다. 송은 이에 동의했지만 금이 요를 빠르게 패배시키고 송의 군사적 실패로 인해 금은 영토 양도를 꺼린다. 양측을 화나게 한 일련의 협상 끝에 여진족은 1125년에 송나라를 공격하여 한 군대는 타이위안시로, 다른 군대는 송의 수도인 변경(지금의 카이펑시)에 파견했다.
침략 소식에 놀란 송 장군 동관은 포위되어 나중에 포로가 된 태원에서 퇴각했다. 두 번째 금군이 수도에 접근하자 송 황제 휘종은 퇴위하고 남쪽으로 도망갔다. 그의 큰아들 흠종이 즉위하였다. 금 왕조는 1126년에 카이펑을 포위했지만 흠종은 대규모 연간 배상금에 동의하여 수도에서 후퇴하는 협상을 벌였다. 흠종은 거래를 포기하고 송군에게 수도를 요새화하는 대신 현을 방어하도록 명령했다. 금은 전쟁을 재개하고 1127년에 다시 카이펑시를 포위했다. 그들은 정강의 변 사건으로 알려진 사건에서 많은 황족과 송 황실의 고위 관리인 흠종을 점령했다. 이로 인해 금과 송 사이에 중국 북부와 남부가 분리되었다. 송 황실의 잔존자들은 중국 남부로 후퇴했고, 여러 임시 수도에 잠시 머물렀다가 결국 임안(지금의 항저우시)으로 이주했다. 후퇴는 왕조를 북송과 남송의 두 시대로 나누었다.
여진족은 1130년대에 중국 남부를 정복하려 했으나 북쪽의 친송 반란과 악비와 한세충을 포함한 송 장군들의 반격으로 수렁에 빠졌다. 송의 장군들은 일부 영토를 되찾았지만 전쟁의 평화적 해결을 지지한 남송 황제 고종의 명령에 따라 퇴각했다. 소흥화의(1142)으로 화이허를 따라 두 제국의 경계가 정해졌으나 1234년 금나라가 멸망할 때까지 두 왕조 사이의 갈등은 계속되었다. 실패했다. 채시 전투(1161)에서 패했고 나중에 불만을 품은 장교들에 의해 암살되었다. 송의 보복(1206~1208)에 의한 금 영토 침공도 실패했다. 10년 후 금은 1217년 몽고 침략자들에게 잃어버린 영토를 대체하기 위해 송나라를 상대로 군사 작전을 시작했지만 실패했다. 송은 1233년 몽골과 동맹을 맺고 이듬해 금나라 황제의 마지막 피난처인 채주(蔡州)를 공동으로 함락시켰다. 그해 금나라가 멸망했다. 금나라가 죽은 후 송나라는 몽골의 표적이 되었고 1279년에 멸망했다.
전쟁은 중국에 급속한 기술적, 문화적, 인구학적 변화의 시대를 가져왔다. 송과 금의 전투는 다양한 화약무기의 도입을 가져왔다. 1132년 덕안 포위 공격은 총기의 초기 조상인 불창을 사용한 최초의 기록이다. 또한 소이 화오파오나 폭발하는 철화파오, 소이 화살 및 기타 관련 무기에 대한 보고도 있었다. 중국 북부에서 여진족은 송의 옛 신민들이 주로 거주하는 제국의 지배적 소수민족이었다. 여진 이민자들은 정복된 영토에 정착하고 현지 문화에 동화되었다. 정복 왕조인 금은 이전 중국 왕조를 모델로 삼아 중앙집권적인 제국 관료제를 설립하고 유교 철학에 기초를 두었다. 북송의 난민들은 중국 남부에 정착했다. 북쪽은 중국의 문화 중심지였으며, 금이 북쪽을 정복하면서 송나라의 지역적 위상이 떨어졌다. 그러나 남송은 빠르게 경제적 번영을 되찾았고, 수십 년간의 전쟁에도 불구하고 금과의 무역은 수익성이 높았다. 남송의 수도인 린안은 상업의 주요 도시로 확장되었다.